# Bach-bloesemtherapie
De bach-bloesemtherapie is een door de arts en homeopaat Edward Bach opgestelde alternatieve behandeling. De bach-bloesemtherapie stelt dat bepaalde bloemen, andere plantenonderdelen en ook zuiver bronwater "energie" bevatten die heilzaam zou zijn om ziekte als gevolg van een niet bij een persoon passende leefwijze te voorkomen. Hij bedacht een procedé om die vermeende energie op te vangen en tot heilmiddel te verwerken.
Ondanks veel gelijkenissen met de homeopathie, is bach-bloesemtherapie geen homeopathische behandelmethode. De gebruikte middelen zijn weliswaar extreem verdund, maar ze berusten op het principe van de intuïtie van Edward Bach, die zelf spreekt van een gave Gods. Bij de bach-bloesembehandeling worden er infusies gemaakt van bloesems of andere plantenonderdelen. Het volstaat de oppervlakte van een kom zuiver water met de passende bloesems te bedekken en ze een paar uur in de zon te laten staan of een half uur te koken zodat "de energie uit de bloemen overgaat in het water". Ter conservering wordt die infusie vermengd met een gelijke hoeveelheid brandy (meestal cognac), en dit wordt dan de zogenaamde "oertinctuur". Die wordt op zijn beurt verdund tot heilmiddel, a rato van twee druppels tinctuur op 30 milliliter brandy. Behalve alcohol hebben de zo ontstane oplossingen geen wezenlijke hoeveelheden werkzame stof. Bach heeft 37 verschillende bloesemremedies gecreëerd, de 38ste bestaat uit Rock water, oftewel zuiver bronwater, vermengd met brandy. Een extra middel is de rescue remedy, die een mix is van vijf andere remedies, een soort "EHBO tegen stress en panieksituaties", en veel gebruikers van de bloesemtherapie dragen het altijd bij zich.
Er is relatief weinig wetenschappelijk onderzoek gedaan naar de werking van de bach-bloesemtherapie. In de weinige onderzoeken die wel zijn gedaan, werd geen verschil gevonden ten opzichte van placebo's.
In één onderzoek aan de hand van klinische dossiers (dit zijn patiënten die een bach-bloesemtherapeut raadpleegden) gaf 88% van de patiënten een verbetering van het emotioneel welbevinden aan. Van de 41 personen met pijnklachten meldden 19 pijnvermindering. In dit onderzoek was er geen controlegroep die met een placebo behandeld werd.